# Keaton Nankivil
Keaton Richard Nankivil (Madison, 18 gennaio 1989) è un ex cestista statunitense.